# Henning Palner
Henning Palner (født 18. juli 1932 i København, død 20. december 2018) var en dansk skuespiller.
Han blev uddannet fra Det kongelige Teaters elevskole i 1960.
Han optrådte sidenhen på langt de fleste af landets teaterscener og var med på adskillige turnéer. Nogle af sine største succeser fik han på Det Ny Teater, hvor han blandt andet spillede titelrollen i Don Juan og konferencieren i Cabaret.
Hertil kommer medvirken i en række af tv-teatrets og radioteatrets forestillinger. Han indlæste også omkring 200 lydbøger.
Henning Palner var gift tre gange. Hans første ægteskab var med kollegaen Beatrice Palner, og senere var han gift med Yvonne Ingdal. Nummer tre formås at være igen Yvonne Ingdal efter deres skilsmisse i 1960'erne. 
I dag ligger han begravet på Bispebjerg Kirkegård (fællesgrav) 

## Filmografi
- Jetpiloter – 1961
- Støv på hjernen – 1961
- Komtessen – 1961
- Sorte Shara – 1961
- Det støver stadig – 1962
- Drømmen om det hvide slot – 1962
- Vi voksne – 1963
- Støv for alle pengene – 1963
- Slottet – 1964
- Passer passer piger – 1964
- Kammerspil - 1966
- Den røde kappe – 1967
- Bejleren - en jysk røverhistorie – 1975
- Strømer – 1976
- Affæren i Mølleby – 1976
- Skytten – 1977
- Pas på ryggen, professor – 1977
- Terror – 1977
- Vil du se min smukke navle? – 1978
- Vinterbørn – 1978
- Olsen-banden går i krig – 1978
- Krigernes børn – 1979
- Et rigtigt menneske – 2001
- Fyrtårnet - kortfilm (2002)
- Solkongen (film) – 2005